# Ropočevo
Ropočevo (izvirno srbsko Ропочево) je naselje v Srbiji, ki upravno spada pod Mestno občino Sopot; slednja pa je del Mesta Beograd.

## Demografija
V naselju, katerega izvirno (srbsko-cirilično) ime je Ропочево, živi 1830 polnoletnih prebivalcev, pri čemer je njihova povprečna starost 39,4 let (38,1 pri moških in 40,7 pri ženskah). Naselje ima 718 gospodinjstev, pri čemer je povprečno število članov na gospodinjstvo 3,29.
To naselje je, glede na rezultate popisa iz leta 2002, večinoma srbsko, a v času zadnjih 3 popisov je opazen porast števila prebivalcev.
|  |

| Demografija | Demografija     | Demografija     |
| Leto        | Št. prebivalcev | Št. prebivalcev |
| ----------- | --------------- | --------------- |
|             |                 |                 |
|             |                 |                 |
|             |                 |                 |
|             |                 |                 |
| 1948        | 2247            |                 |
| 1953        | 2251            |                 |
| 1961        | 2179            |                 |
| 1971        | 2062            |                 |
| 1981        | 1869            |                 |
| 1991        | 2004            | 1952            |
| 2002        | 2444            | 2363            |
|             |                 |                 |

| Etnična sestava po popisu iz leta 2002 | Etnična sestava po popisu iz leta 2002 | Etnična sestava po popisu iz leta 2002 | Etnična sestava po popisu iz leta 2002 | Etnična sestava po popisu iz leta 2002 |
| -------------------------------------- | -------------------------------------- | -------------------------------------- | -------------------------------------- | -------------------------------------- |
| Srbi                                   | Srbi                                   |                                        | 2.294                                  | 97,07%                                 |
| Jugoslovani                            | Jugoslovani                            |                                        | 14                                     | 0,59%                                  |
| Romi                                   | Romi                                   |                                        | 9                                      | 0,38%                                  |
| Makedonci                              | Makedonci                              |                                        | 4                                      | 0,16%                                  |
| Črnogorci                              | Črnogorci                              |                                        | 3                                      | 0,12%                                  |
| Bolgari                                | Bolgari                                |                                        | 3                                      | 0,12%                                  |
| Čehi                                   | Čehi                                   |                                        | 1                                      | 0,04%                                  |
| Hrvati                                 | Hrvati                                 |                                        | 1                                      | 0,04%                                  |
| Romuni                                 | Romuni                                 |                                        | 1                                      | 0,04%                                  |
| Neznano                                | Neznano                                |                                        | 3                                      | 0,12%                                  |